# Espills
Espills es un pueblo perteneciente al término municipal de Tremp. Antiguamente pertenecía al término ribagorzano de Sapeira, agregado a Tremp en 1970.Se encuentra en la provincia de Lérida.
Entre 1812, por la aplicación de la Constitución de Cádiz, y febrero de 1847, Espills formó ayuntamiento, que desapareció en fijarse que el número de vecinos (cabezas de familia) debía sobrepasar los 30, para mantener la independencia municipal. En ese momento se unió a Sapeira.
Está situado ligeramente al noroeste de Tremp, casi en el centro del antiguo municipio de Sapeira. Un peñasco a más de mil metros de altura, el pueblo se formó al abrigo de un castillo defensivo de la orilla izquierda del Noguera Ribagorzana.
Quedan las ruinas del castillo de Espills, además de la iglesia parroquial de san Pedro, que fue posesión del monasterio de Santa María de Lavaix. Esta iglesia está documentada en el siglo XI, pero fue totalmente reconstruida en el XVIII. Al sur del pueblo, a unos 300 metros, está la capilla románica de la Virgen del Solà.
Este pueblo, y su parroquia, había pertenecido al obispado de Roda, que más adelante fue integrado a la diócesis de Lérida, dentro del arciprestazgo de Tolva. Actualmente todavía es así, y Espills, junto con varios pueblos de la franja de poniente del Pallars Jussá pertenece a la Unidad pastoral 27 de este obispado, que está regida por el rector de Arén, el cual pertenece a la diócesis de Barbastro-Monzón.
Alrededor de Espills hay varios caseríos, que formaban la población dispersa del núcleo. En uno de ellos, el más Concurrell, está la capilla de san Martín. Cerca de esta misma masía hay también los restos de la iglesia de San Cosme de Espills y, probablemente, las del castillo de Santa Eulalia.
Dentro del término de Espills había habido el castillo de Santa Eulalia, documentado en el siglo XI, pero que debió ser de vida efímera, pasando a depender del de Espills. Los documentos lo mencionan como límite de los términos de El Castellet, Espluga de Serra, Sapeira y Aulàs.

## Historia
En el censo del 1359, Espills aparece con 9 fuegos (unos 45 habitantes). En el censo de 1831, dentro del Corregimiento de Talarn, Espills contaba con 58 habitantes, y hacia el año 1900 tenía 45 edificios y 40 habitantes. Como se puede deducir, el despoblamiento de la población ya estaba en un grado avanzado.
Siguiendo el proceso de despoblamiento que está experimentando en los cien últimos años toda la comarca, Espills tenía 18 habitantes en 1970, 5 en 1981 y se mantiene con 5 en 2006.
El señorío medieval estaba en manos de los barones de Erill, que lo mantuvieron durante mucho siglos. En 1831, sin embargo, ya había cambiado de manos, y era posesión de los Sobirà.
El pueblo había tenido molino harinero.
En 1845 se publicó el Diccionario geográfico ..., de Pascual Madoz. En el artículo dedicado a Espills se puede leer que:

es un pueblo situado sobre una roca escarpada, en un lugar que sólo tiene dos accesos. Ventilado a todos los vientos, el clima es frío, pero saludable. Tenía en ese momento 8 casas y las ruinas de una torre antigua y fortificaciones. Pertenecen a su distrito las casas de la Ribereta y del Mas de Alturo o Arturo, donde está el molino harinero. El terreno del término es montañoso, áspero, roto, con mucha roca y precipicios; se trabajan unos 200 jornales de mala calidad, además de algunos sectores con ortigas. Hay un gran bosque de robles, encinas, bojes y matorrales, del que se sirven los vecinos de Talarn y Tremp. Se produce centeno, malta, patatas y vino de mala calidad; se crían cabras y cerdos, y algunos bueyes para las labores del campo. Había caza de liebres, perdices, conejos y animales perjudiciales. La población estaba formada por cinco vecinos (cabezas de familia) y treinta y dos almas (habitantes).

Madoz se extiende en hablar de la existencia de las dos iglesias del pueblo, San Pedro y Santa María.